# آل العاقل (الملاجم)

تعديل مصدري - تعديل

آل العاقل هي إحدى قرى عزلة ال غشام الملاجم بمديرية الملاجم التابعة لمحافظة البيضاء، بلغ تعداد سكانها 693 نسمة حسب تعداد اليمن لعام 2004.